# Andrea Corsaro
Andrea Corsaro (Vercelli, 14 agosto 1958) è un politico italiano, sindaco di Vercelli dal 2004 al 2014 e nuovamente dal 2019 al 2024.

## Biografia
Di professione avvocato, si candidò alla carica di sindaco di Vercelli alle elezioni amministrative del 2004 a guida di una coalizione di centro-destra formata da Forza Italia, Alleanza Nazionale, Unione di Centro e Nuovo PSI. Al secondo turno del 26 giugno ha avuto la meglio sulla candidata del centro-sinistra Mariapia Massa, ottenendo il 53% dei voti. Nel 2009 aderì al Popolo della Libertà.
Ricandidato per un secondo mandato, venne rieletto il 7 giugno 2009 al primo turno con il 60% dei voti.
Nel 2019 è ricandidato come primo cittadino per le elezioni amministrative (sostenuto da Forza Italia, Lega e Fratelli d'Italia) e vince al ballottaggio contro la sindaca uscente Maura Forte con il 54,80% dei voti, ritornando alla guida della città dopo cinque anni. Nel 2024 si ricandida con una lista civica e senza il sostegno del centro-destra piazzandosi solamente quarto con il 10%.